# Bolocera maxima
Bolocera maxima is een zeeanemonensoort uit de familie Actiniidae.
Bolocera maxima is voor het eerst wetenschappelijk beschreven door Carlgren in 1921.